# Candle (edit)
Candle (edit) es un EP de la banda Sonic Youth publicado en octubre de 1989 por los sellos Enigma y Blast First, y cuyo primer tema corresponde a una versión editada de la canción Candle, de su álbum Daydream Nation, salido un año antes.

## Lista de canciones
| Candle (edit) |                                    |          |  |
| N.º           | Título                             | Duración |  |
| 1.            | «Candle» (Lado A, versión editada) |          |  |
| 2.            | «Intro» (Lado B, en directo)       |          |  |
| 3.            | «Hey Joni» (Lado B, en directo)    |          |  |
| 4.            | «Flower» (Lado B, en directo)      |          |  |
| 5.            | «Ghost Bitch» (Lado B, en directo) |          |  |
| 6.            | «sin título» (Lado B)              |          |  |

El tema «Intro» es una introducción del tema siguiente, tocados en directo el 19 de noviembre de 1988 en el show "Roxy" en Los Ángeles, California. Intro corresponde a una guitarra interpretando el tema Hey Hey My My de Neil Young. Los temas 4 y 5 son versiones en directo del 21 de diciembre de 1985, en el show "Mission Furniture Co" en Los Ángeles, California. La última pista corresponde a una conversación entre Lee Ranaldo y Wharton Tiers.